# Les Hautes-Rivières
Les Hautes-Rivières település Franciaországban, Ardennes megyében. Lakosainak száma 1253 fő (2022. január 1.). Les Hautes-Rivières Gespunsart és Thilay községekkel határos.

## Népesség
A település népességének változása:
| Lakosok száma | 2091 | 2354 | 2077 | 1781 | 1574 | 1529 | 1482 | 1446 | 1382 | 1253 |
|               | 1968 | 1982 | 1990 | 2006 | 2013 | 2015 | 2017 | 2019 | 2020 | 2022 |